# Tchoukball

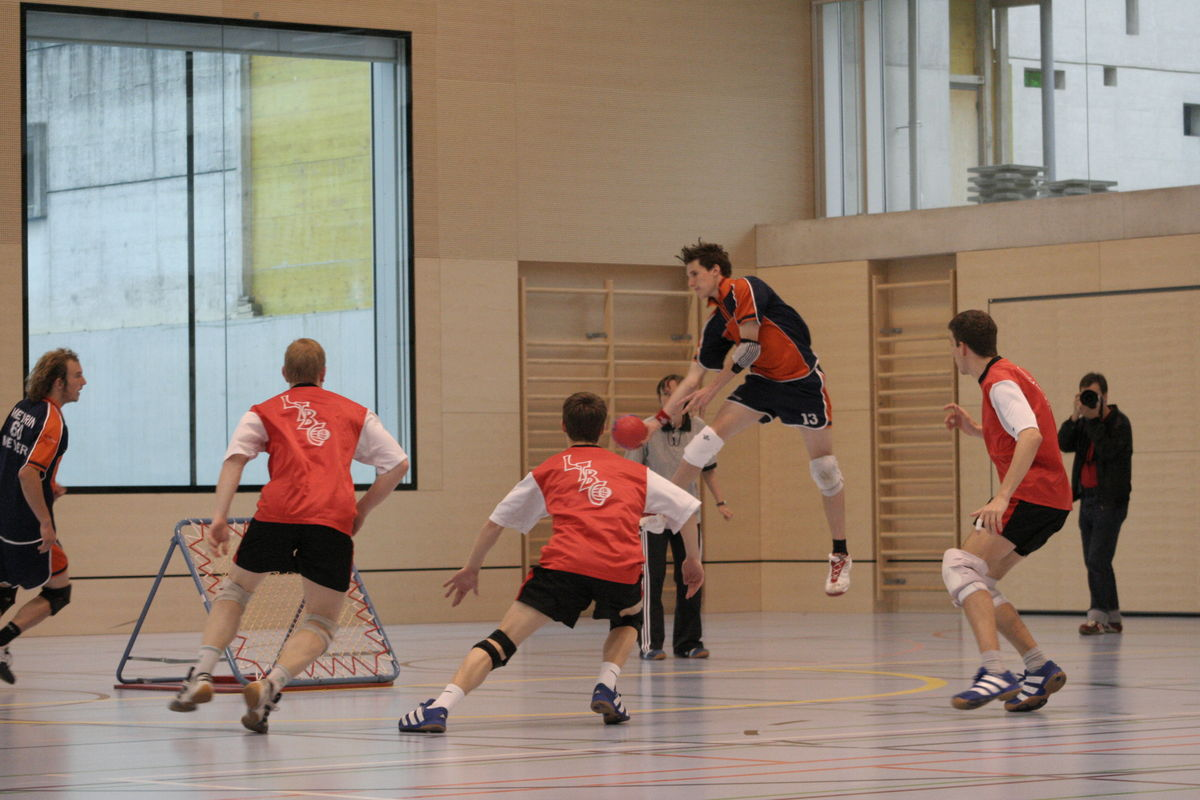
Hráči při hře

Tchoukball je míčová hra využívající prvky házené, odbíjené a baskické peloty. Družstva se snaží během vymezeného časového limitu překonat soupeře rozdílem bodů přidělovaných za bodované činnosti. K základnímu vybavení patří jedna nebo dvě odrazové konstrukce, jejichž prostřednictvím se hra přenáší z fáze útočné do obranné. Útočící hráči se snaží vystřelit míč na odrazovou konstrukci tak, aby odražený míč dopadl na vymezenou část hrací plochy a nikdo ze soupeříciho družstva nebyl schopen jej zachytit.
Podivný název této hry vychází ze zvuku míče odrážejícího se od konstrukce – „TCHOUK“. Zakladatelem byl švýcarský biolog Dr. Hermann Brandt. Hra začala existovat počátkem sedmdesátých let 20. století.
Jedná se o hru bezkontaktní. V podstatě to funguje tak, že obránci nesmí bránit útočníkovi ve hře, ale pouze čte způsob provedení útoku (odraz míče od konstrukce) a poté jej odbíjejí libovolným způsobem, či jej přímo chytají. Ve velké míře se v obranné fázi využívá tzv. bagr, známý hlavně z odbíjené.
V České republice už proběhla 3 mistrovství republiky. V roce 2009 zvítězil team z Ústí nad Labem, o rok později jičínští Plum Beach, kteří svoje vítězství obhájili i v roce 2010. Mezi „velkou čtyřku“ týmů z České republiky patří Plum Beach Jičín (2× mistr republiky, 1× vicemistr), Lomnice nad Popelkou (1× vicemistr, 1× bronz), Pink Panthers Konecchlumí (1× bronz) a Ústí nad Labem (1× mistr, 1× vicemistr)